# Châtellenie d'Obersimmental
1386–1798
Entités précédentes :
- Seigneurie de Mannenberg
- Seigneurie de Laubegg
- Seigneurie de Simmenegg
- Seigneurie de Reichenstein

Entités suivantes :
- District d'Obersimmental

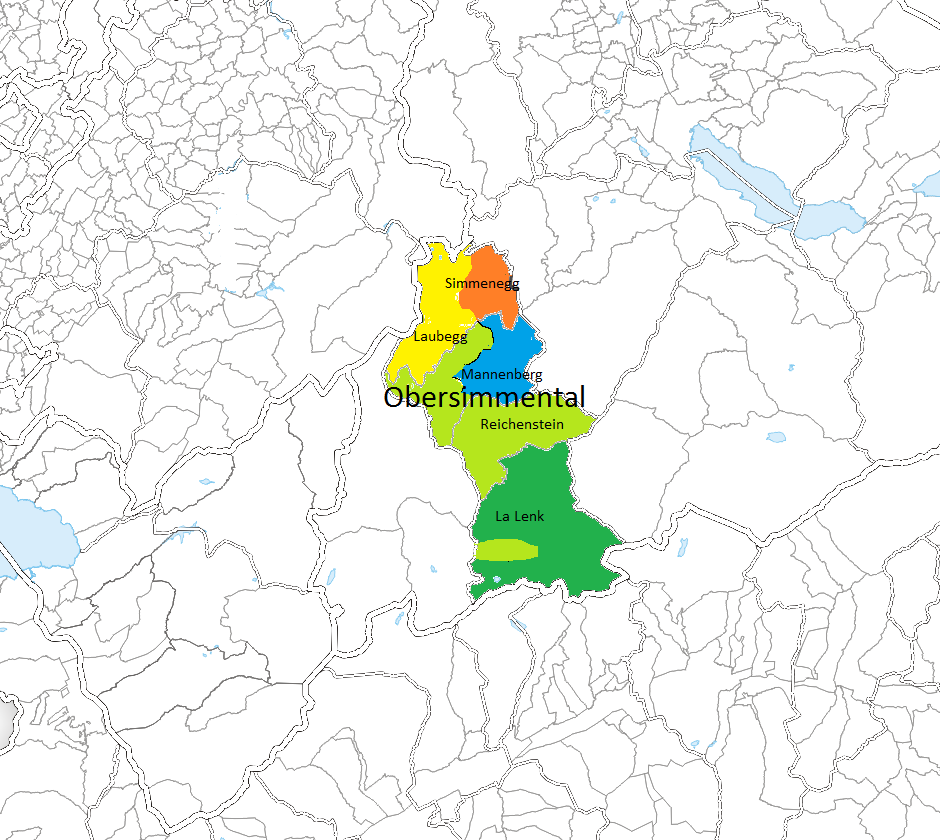
Croquis des différentes seigneuries qui ont été acquises par Berne pour composer la châtellenie d'Obersimmental. Les frontières sont approximatives.

Le châtellenie d'Obersimmental est une châtellenie bernoise équivalente à un bailliage. Elle est créée en 1386.

## Histoire
La châtellenie est créée en 1386 à partir des seigneuries de Mannenberg et Laubegg. Les bernois agrandissent la châtellenie avec la seigneurie de Simmenegg en 1391 et celle de Reichenstein en 1494. Le siège de la châtellenie est Blankenburg.

## Châtelains
Les châtelains sont les suivants :
- 1514-1517 : Konrad Willading[1] ;
- 1604-1610 : Peter von Werdt[2] ;